# ホンダ・バラード
バラード（BALLADE）は、本田技研工業がかつて製造・発売していたセダン型の小型乗用車である。

## 初代 SS/ST型（1980年 - 1983年）
- 1980年8月26日 - 2代目シビックの姉妹車として発表され、翌8月27日にベルノ店専売車として発売[2]。シビックと異なり、ボディは4ドアセダンのみである[2]。エンジン／サスペンション等、機構部品もシビックとほぼ共通である。
- 1981年10月 - 一部変更がおこなわれ[3]、フロントグリルのエンブレムがHONDAロゴからHマークに変更されグリル中央に付けられた。標準装備のラジオは押しボタン式からシンセサイザー（電子チューナー）式に変更された。また英国でのライセンス生産車トライアンフ・アクレイムの発売を記念して英国調特別仕様車「バラード・スペシャル」を2,000台限定で発売した。
- 1982年9月 - マイナーチェンジがおこなわれた[4]。フロントノーズをややスラント化し、ウインカーがサイドまで回りこんだ異型2灯式のヘッドライトに変更された。同時にリヤのナンバープレートの位置もバンパーの下部に移動した。また1,300ccクラスでは世界初のパワーステアリング装着車「1300FX」を設定した。

英国では、国有企業のブリティッシュ・レイランド（BL）がトライアンフ・アクレイムとしてライセンス生産をしていた。

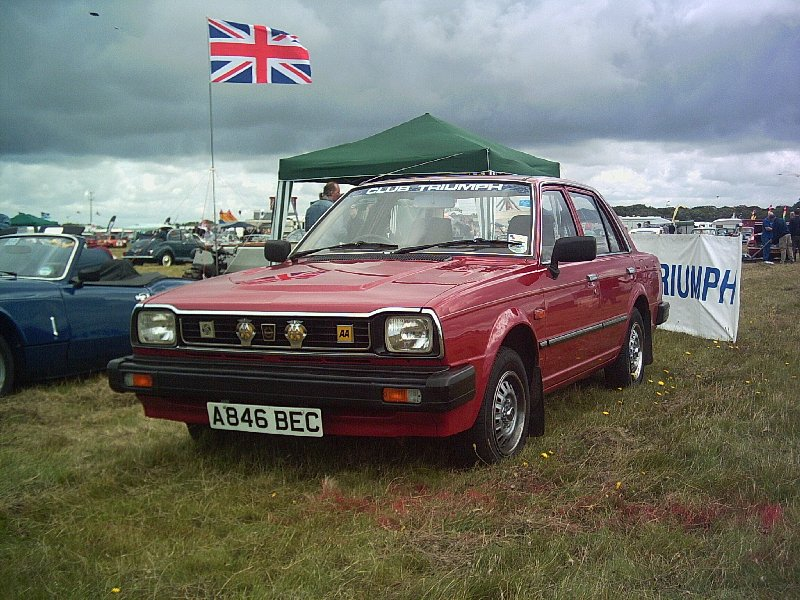
英国で生産されていたトライアンフ・アクレイム

## 2代目 AJ/AK型（1983年 - 1986年）
- 1983年9月22日 - 3代目シビックの姉妹車として発表された（発売は10月20日）[7]。シビックとは違い、セミリトラクタブル・ヘッドライトを採用していた[8]。シビックとともに日本カー・オブ・ザ・イヤーを受賞した[9]。グレード構成は1.5Lエンジン搭載車が「CR-I」、「CR-M」、「CR-Mエクストラ」で、1.3Lエンジン搭載車が「CR-U」、「CR-B」、「CR-L」であった[10]。
- 1984年10月 - 1.5L「CR-i」に油圧反力感知方式パワーステアリング装着車を追加設定した[11]。
- 1985年9月 - マイナーチェンジがおこなわれ[12]、ヘッドライトがシビックや欧州仕様と同様の固定式になる。同時にホンダマチック車は全車4速フルオートマチックになった。また1.5Lエンジン搭載車に新グレード「CR-Z」が追加された[13]。
- 1986年10月 - 販売を終了した。派生車の「バラードスポーツCR-X」は継続生産され、翌年のシビックのフルモデルチェンジで「CR-X」として独立した。事実上の後継車種はクイントインテグラの4ドア（ノッチバック）セダンモデルとなる[14]。

## 日本国外での生産・販売

### イギリス

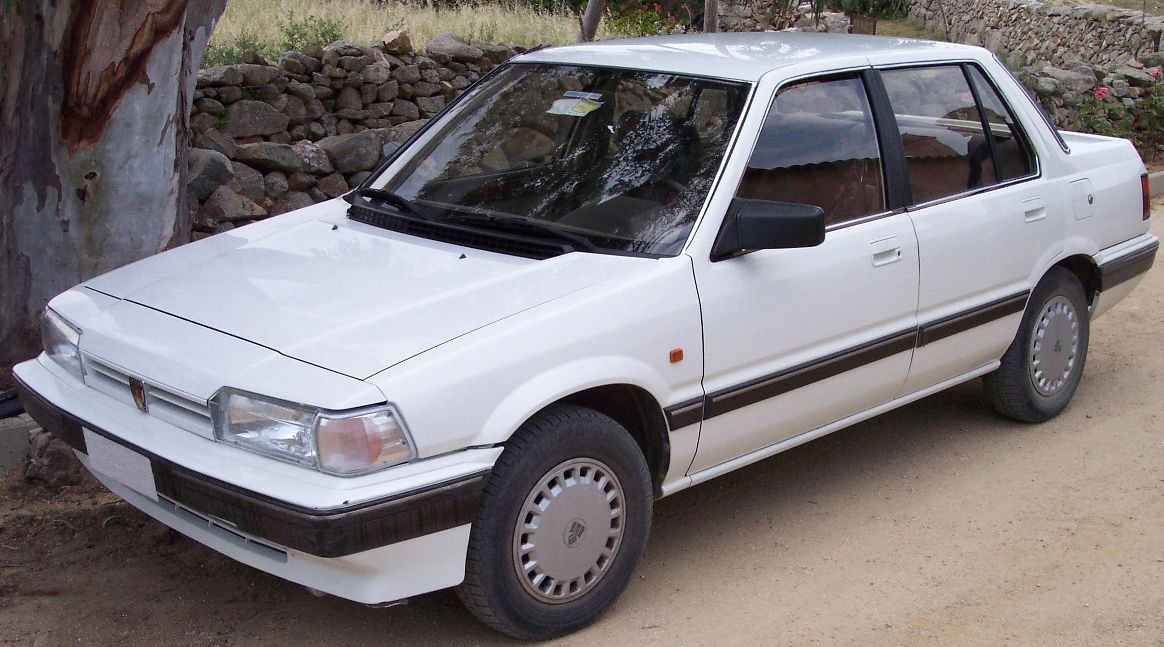
ローバー・213SE

英国では、ホンダと提携を結んだブリティッシュ・レイランド（BL）/オースチン・ローバー・グループによって、初代がトライアンフ・アクレイムとして、2代目がローバー・200として生産された。
また、2代目バラードはオースチン・ローバー・グループのロングブリッジ工場において、ホンダ・バラードとしても委託生産された。

### 南アフリカ共和国
南アフリカ共和国では、1982年10月からバラードの現地生産を開始。実際の生産は現地企業のユナイテッド・カー・アンド・ディーゼル・ディストリビューターズ（UCDD、メルセデス・ベンツ代理店で生産も行っていた）に委託。
2代目の販売終了後、2001年まで、4代にわたってシビックセダンがバラードの名前で販売されていた。現地生産は2000年末まで行われた。
空白期間を置いて2011年にバラードの名称が復活。通算7代目のモデルとなる。東南アジア向けシティの5代目モデルをベースとする。
2020年、8代目バラードが登場。東南アジア向けシティの7代目モデルをベースとする。エンジンは直列4気筒1.5L、出力121馬力(89kW)・トルク145Nm。トランスミッションは全車CVT。

## 車名の由来
- Ballade：楽曲の種類のバラード（譚詩曲）。

## 取扱販売店
- ベルノ店